# گولمانتسی

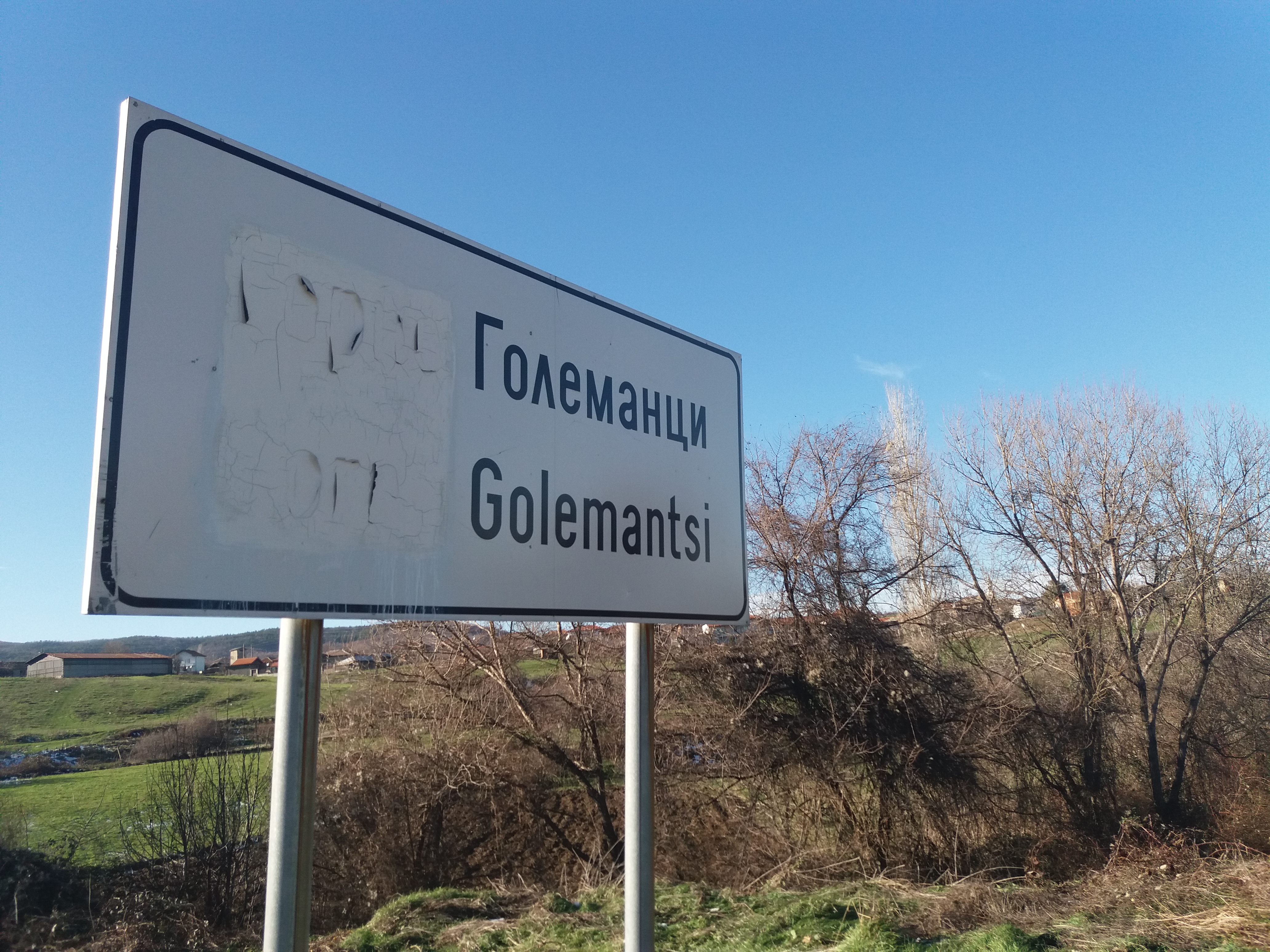
روستای گولمانتسی

گولمانتسی (به بلغاری: Golemantsi) یک منطقهٔ مسکونی در بلغارستان است که در شهرستان هاسکوفو واقع شده‌است.